# گو آرا
این یک نام کره‌ای است؛ نام خانوادگی گو است.
گو آرا (به کره‌ای: 고아라، به ژاپنی: 高雅罗، (به انگلیسی: Go Ara) متولد ۱۱ فوریه ۱۹۹۰) بازیگر زن کره جنوبی و مدل برتر زیر نظر کمپانی استعداد یابی اس ام بود، که در سال ۲۰۱۷ به آرتیست کمپانی پیوست. اغلب به آرا معروف است. وی در سال ۲۰۰۳ با بازی در سریال شارپ ۱ در نقش لی اوک لیم بازیگری را آغاز کرد. او به دلیل داشتن چشمان عسلیش در کره جنوبی معروف است.

## زندگی شخصی
گو آرا در جینجو کره جنوبی زاده شد. او در سنین نوجوانی، به‌طور مداوم به اطراف کره منتقل شد زیرا که پدرش ارتشی است. هنگامی که در مقطع راهنمایی تحصیل می‌کرد، توسط یکی از دوستانش به کمپانی اس ام معرفی شد. در سال ۲۰۰۳ برنده مسابقه بهترین مدل نوجوانان اس ام شد. پس از پیوستن به SM، شروع به آموزش با کارآموزان تحت همان شرکت در زمینه‌های بازیگری، آواز و رقص و… کرد.
در سال ۲۰۱۷ میلادی قرارداد آرا با کمپانی اس ام پایان یافت و وی پس از تمدید نکردن قرارداد به آرتیست کمپانی پیوست.

## زندگی هنری

### تلویزیون
آرا در سال ۲۰۰۳ از بین تعداد زیادی از بازیگران برای بازی در نقش لی اوک لیم سریال شارپ ۱ انتخاب شد، وی در کنار هنرمندانی همچون Lee Eun-song, Kim Si-hoo, Yoo Ah-in بازی کرد، او یک بار دیگر نیز برای سری جدید این سریال یعنی شارپ ۲ انتخاب شد. اینبار به بازی در کنار اعضای گروه سوپر جونیور کیم کی بوم و کیم هیچول پرداخت.
موفقیت‌های پی در پی و بی نظیر گو آرا موجب شد وی در سال ۲۰۰۶ از طرف شبکهٔ محبوب SBS درام به عنوان بهترین بازیگر زن برای بازی در سریال گل برفی انتخاب شود. جایی که او در کنار ستارگانی همچون Kim Kibum, Kim Hee-ae, Lee Jae-ryong نقش آفرینی کرد. وی نقش یک دختر سرکش و جاه طلب را با هنرمندی هر چه تمام تر به نمایش گذاشت.
دو سال بعد یعنی سال ۲۰۰۸ او در شبکهٔ MBC برای بازی در سریال تو کی هستی Who Are You انتخاب شد. وی در کنار ستارهٔ محبوبی همچون Yoon Kye Sang نقش آفرینی کرد. این درام از لحاظ بین‌المللی طرفداران بی شماری به دست آورد و موجب ایجاد پایگاه‌های متعدد فن (طرفدار) شد.
در سال بعد یعنی ۲۰۰۹ باز هم برای همکاری با شبکهٔ MBC برای بازی در نقش اول زن سریال به سوی میدان (به سوی زمین) از میان تعداد زیادی از داوطلبان و تست دهندگان انتخاب شد. وی در کنار یکی از محبوب‌ترین ستارگان موسیقی کره یعنی جانگ یونهو Yunho از DBSK نقش آفرینی کرد.

### سینما
اولین تجربهٔ سینماییِ گو آرا سال ۲۰۰۷ با بازی در فیلم ژاپنی چنگیز خان Genghis Khan: To the Ends of the Earth and Sea اتفاق افتاد. وی نقش معشوقه چنگیز خان Khulan را بازی کرد. آرا در میان بیش از ۴۰٬۰۰۰ تست دهنده برای بازی در این نقش انتخاب شد. این فیلم تا کنون به عنوان پر هزینه‌ترین فیلم ژاپن شناخته می‌شود.
فیلم بعدی او Dance, Subaru! یک فیلم ژاپنی تولید شده توسط filmworkers از کشورهای ژاپن، چین و کره بود که در سال ۲۰۰۹ اکران شد. در این فیلم ستارگان گروه TVXQ تی‌وی‌ایکس‌کیو (جونگ یونو یونهو، هیرو جه جونگ، مکس چانگمین، کیم جونسو، پارک یوچان) نیز حضور کوتاهی داشتند.

### مدلینگ
از آنجا که شروع فعالیت‌های گو آرا با رشتهٔ مدلینگ است، وی همیشه به عنوان یک مدل محبوب برای شرکت‌ها و کمپانی‌های مختلف شناخته شده‌است. آرا مدل محبوب و مورد تأیید شرکت‌هایی همچون SK Telecom, Elite Uniforms, lately, cosmetics است. وی در سال ۲۰۰۸ شروع به همکاری با شرکت لوازم آرایشی اتود در کنار بازیگر سرشناس کره جانگ گیون سوک کرد. هر دو در این تبلیغات دنباله‌دار علاوه بر بازی به خوانندگی و رقص نیز پرداختند.

## فیلم‌شناسی

### مجموعه تلویزیونی
- سریال دو دو سل سل لا لا سل (۲۰۲۰)
- سریال هه‌چی (haechi 2019)
- سریال خانم هامورابی (Miss Hammurabi، ۲۰۱۸)
- سریال بلک (Black، ۲۰۱۷)
- سریال هوارانگ: جوانان جنگجوی شاعر (Hwarang، ۲۰۱۶)
- سریال تهیه‌کنندگان (The Producers، ۲۰۱۵)
- سریال همگی محاصره شده‌اید (You’re All Surrounded، ۲۰۱۴)
- سریال پاسخ به ۱۹۹۴ (Reply ۱۹۹۴، ۲۰۱۳)
- سریال به سوی زمین (Heading to the Ground MBC، ۲۰۰۹)
- جاسوسی درخشان (Karei naru Spy NTV، ۲۰۰۹)
- سریال تو کی هستی؟ (Who Are You? MBC، ۲۰۰۸)
- سریال گل برفی (Snow Flower SBS، ۲۰۰۶)
- سریال شارپ 2 (Sharp 2 KBS2، ۲۰۰۵)
- سریال شارپ 1 (Sharp 1 KBS2، ۲۰۰۳)

### فیلم
- فیلم سینمایی جادوگر چوسان (Joseon Magician 2015)
- فیلم سینمایی کارآگاه هونگ گیل دونگ (Detective Hong Gil-Dong 2015)
- فیلم سینمایی راهنما (Pacemaker ۲۰۱۲)
- فیلم سینمایی پاپا (Papa 2012)[۱]
- فیلم سینمایی رقص سوبارو (Dance, Subaru! ۲۰۰۹)
- فیلم سینمایی گرگ آبی (The Blue Wolf: To the Ends of the Earth and Sea ۲۰۰۷)

## جوایز
- زیباترین چهره توسط منتقدان در لیست ۱۰۰ چهره از سال ۲۰۱۱ تا ۲۰۱۶
- برنده جایزه Top 10 Style Icons جشنواره Top 10 Style Icons 2014
- نامزد محبوب‌ترین بازیگر زن ۵۳مین مراسم اهدای جوایز هنری بکسانگ (کارآگاه شبح ۲۰۱۷)
- نامزد بهترین بازیگر زن جشنواره SBS Drama Awards (شما در محاصره اید ۲۰۱۴)
- نامزد بهترین بازیگر زن جشنواره 3rd APAN Star Awards (بازگشت به ۱۹۹۴–۲۰۱۴)
- نامزد بهترین بازیگر زن جشنواره 50th Baeksang Arts Awards (بازگشت به ۱۹۹۴–۲۰۱۴)
- نامزد بهترین بازیگر جشنواره 33rd Blue Dragon Film Awards (پایا ۲۰۱۲)
- نامزد بهترین بازیگر زن جشنواره 49th Grand Bell Awards (راهنما ۲۰۱۲)
- نامزد بهترین بازیگر زن جشنواره 21st Buil Film Awards (پایا ۲۰۱۲)
- نامزد بهترین بازیگر زن فیلم جشنواره 48th Baeksang Arts Awards (پاپا ۲۰۱۲)
- نامزد محبوب‌ترین بازیگر زن جشنواره 46th Baeksang Arts Awards (به سوی زمین ۲۰۱۰)
- بهترین مدل سال ۲۰۰۸
- نامزد بهترین بازیگر زن جشنواره MBC Drama Awards (سریال تو کی هستی؟ ۲۰۰۸)
- سفیر شایستهٔ کره در سوئیس ۲۰۰۸
- دختر باربی جشنواره Mnet 20's Choice Awards در سال ۲۰۰۷
- بهترین ستاره جدید در جشنواره Andre Kim در سال ۲۰۰۷
- بهترین بازیگر تازه‌وارد در جشنواره 43rd Baeksang Arts Awards (گل برف ۲۰۰۷)
- بهترین بازیگر زن جشنواره SBS Drama Awards (گل برف ۲۰۰۶)
- بهترین سفیر دوستی با طبیعت ۲۰۰۵
- بهترین بازیگر نقش زن جوان در جشنواره KBS Drama Awards (شارپ ۱–۲۰۰۴)
- برنده مسابقه Teen Model کمپانی SM در سال ۲۰۰۳

## تبلیغات
- Special T
- Fresh Korea
- SK Ting(با جانگ گیون سوک)
- Cocktail Bar (Binggrae Co. , LTD)
- Speed 011010 (با بی راین)
- ماکارونی Ottogi (با Kim Ki Bum, Jung Hwa Young and Kim Hee Chul)
- Miero Fiber Health Drink نوشیدنی (Hyundai Pharm Co. , LTD)
- Elite School Fashion مد مدرسه
- Aillack
- Anycall (با جانگ ایل وو، Jun Ji Hyun and Lee Hyori)
- Lover's Tea چای
- Etude Cosmetics (با جانگ گیون سوک و Im Joo Hwan)
- Spris Clothes اسپریس (با کیم بوم Kim Bum)
- Bausch and Lomb Contacts